# صفحهٔ اصلی
- آشنایی با دانشنامه
- آشنایی با اصول ویرایش
- کارهای قابل انجام
- سیاست‌ها و رهنمودها
- فهرست الفبایی مقاله‌ها

رآکتور شیمیایی یا واکنش‌گاه شیمیایی وسیله‌ای است که در آن واکنش‌های شیمیایی انجام می‌شود و طی آن مواد اولیهٔ خام به محصولات مورد نیاز تبدیل می‌شوند. طراحی و بهره‌برداری از رآکتورهای شیمیایی از جمله مهم‌ترین وظایف متخصصین صنایع شیمیایی از جمله مهندسین شیمی است. طراحی رآکتور شیمیایی نیازمند شناخت درست از واکنش شیمیایی انجام‌گرفته در رآکتور است. برای این منظور تسلط بر علومی چون ترمودینامیک شیمیایی، سینتیک شیمیایی و ریاضیات ضروری است. رآکتورهای شیمیایی می‌توانند در ابعاد بزرگ و برای مصارف صنعتی یا در ابعاد کوچک جهت کاربردهای آزمایشگاهی و تحقیقاتی ساخته و تولید شوند. همچنین جنبه‌های اقتصادی نیز بر طراحی بهینهٔ رآکتور تأثیرگذار است. از جمله صرف هزینهٔ کمتر برای طراحی رآکتور کاراتر و کوچک‌تر، صرف انرژی کمتر برای تولید محصول بیشتر، رساندن مواد اولیه به بیشترین درصد تبدیل و بالا بردن راندمان فرایند و …. در طراحی رآکتورها پارامترهای زیادی از جمله: زمان اقامت ({\displaystyle \tau })، حجم (V)، دما (T)، فشار (P)، غلظت گونه‌های شیمیایی (C۱,C۲,C۳,... ,Cn)، ضریب انتقال حرارت (U, h)، سرعت واکنش (r) و … دخالت دارند. رآکتورهای شیمیایی بر اساس نوع واکنش و موارد کاربرد در اشکال مختلف و با جزئیات خاص طراحی می‌شوند که پیچیدگی آن‌ها را زیاد می‌کند. اما می‌توان رآکتورها را در چند دستهٔ بزرگ و کلی از جمله رآکتورهای پیوسته و ناپیوسته، رآکتورها سیال‌بستر یا ثابت‌بستر، رآکتورهای لوله‌ای و مخزنی یا رآکتورهای همگن و ناهمگن، طبقه‌بندی کرد. رفتار رآکتورها معمولاً با معادلاتی موسوم به معادلهٔ رآکتور مطرح می‌شود که برای گونه‌های مختلف رآکتور متفاوت بوده و رابطهٔ ریاضیاتی بین پارامترهای مؤثر در رآکتور را بیان می‌کند.
ادامه… مقاله‌های برگزیده – مقالهٔ امروز
- …خامس رودریگز تنها بازیکنی است که با گُل‌زنی در رقابت‌های جام جهانی فوتبال برندهٔ جایزه پوشکاش فیفا شده است؟ (در تصویر)
- … از پدیده لایدن‌فروست جهت انجام کارهای محیرالعقول مثل دست زدن با انگشت خیس به سرب مذاب به کار می‌رود؟
- … برخلاف تصور رایج، اسفناج غنی از آهن نیست. هر ۱۰۰ گرم اسفناج خام، تنها ۰.۸۱ میلی‌گرم آهن دارد و به دلیل وجود اگزالیک اسید، بدن نمی‌تواند این آهن را به خوبی جذب کند؟
- … جرج اچ. دابلیو. بوش، رئیس‌جمهور آمریکا، سال ۱۹۹۲ روی کی‌ایچی میازاوا، نخست‌وزیر ژاپن استفراغ کرد؟
- … بازیگر سعودی، میلا الزهرانی، با نام اصلی هبّه، به خاطر  عشقش به باشگاه فوتبال آ.ث. میلان نام خود را به نام کوتاه‌شدۀ آن باشگاه تغییر داد؟
- … هلن، یکایی طنزآمیز است جهت اندازه گرفتن زیبایی چهره، برابر با مقدار زیباییِ لازم برای به آب انداختن ۱٬۰۰۰ کشتی جنگی و برای به آب انداختن هر کشتی، یک میلی‌هلن زیبایی لازم است؟

ویکی‌پدیای فارسی دو سال پس از شروع پروژهٔ ویکی‌پدیای انگلیسی، در ۲۸ آذر ۱۳۸۲ (۱۹ دسامبر ۲۰۰۳) فعالیت خود را آغاز کرد و اکنون در ردهٔ نوزدهم ویکی‌پدیاها قرار دارد  و بزرگترین دانشنامهٔ فارسی محسوب می‌شود. ویکی‌پدیای فارسی هم اکنون (۲۳ اردیبهشت ۱۴۰۴ خورشیدی) ۱٬۰۳۸٬۶۵۵ نوشتار دارد.
ادامه…
ویکی‌پدیا، بدون نیاز به اینترنت
- لئون چهاردهم‌ به عنوان پاپ انتخاب شد.
- فریدریش مرتس (در تصویر) به عنوان صدراعظم آلمان انتخاب شد و همراه دولت ائتلافی خود سوگند یاد کرد.
- هند به اهدافی در پاکستان حملات موشکی انجام داد و  پاکستان تلافی نمود.
- حزب لیبرال کانادا به رهبری نخست‌وزیر مارک کارنی، در انتخابات فدرال بار دیگر به عنوان یک دولت اقلیت انتخاب شد.
- بر اثر وقوع یک انفجار در اسکله شهید رجایی در بندرعباس، ۷۰ نفر کشته و بیش از ۱٬۲۰۰ نفر مصدوم شدند.

- رویدادهای کنونی: 
  - جنگ غزه
  - حملهٔ روسیه به اوکراین
  - جنگ داخلی سودان
- مرگ‌های اخیر: 
  - جایر دا کوستا
  - الکسیس هرمن
  - زوراب تسرتلی
  - ورنر لورانت
  - پیتر ابلینگر

امروز: سه‌شنبه، ۱۳ مه ۲۰۲۵ میلادی برابر ۲۳ اردیبهشت ۱۴۰۴ هجری خورشیدی و ۱۴ ذی‌القعده ۱۴۴۶ هجری قمری (UTC)
رویدادها
- ۱۳۵۸ - لغو کاپیتولاسیون در ایران
- ۵۹۰ - بزرگمهر بختگان اندیشمند ایرانی و وزیر انوشیروان، به دستور خسرو پرویز کشته شد.
- ۱۶۰۷ - انگلیسی‌ها با ورود به ویرجینیای آمریکا، نخستین مستعمره خود در قاره آمریکا به نام جیمزتاون را بنیان نهادند.
- ۱۶۴۸ - قلعه سرخ هندوستان (در تصویر) تکمیل شد.
- ۱۸۴۶ - کنگره ایالات متحده آمریکا، اعلان جنگ این کشور به همسایه جنوبی خود مکزیک را تصویب کرد.

زادروزها
- ۱۶۵۵ - زادروز اینوسنت سیزدهم از پاپهای کلیسای کاتولیک رم
- ۱۷۱۷ - زادروز ماریا ترزا، اتریش فرمانروای اتریش، ملکهٔ مجارستان، کرواسی و بوهم
- ۱۷۹۲ - زادروز پیوس نهم از پاپهای کلیسای کاتولیک رم
- ۱۸۵۷ - زادروز رونالد راس ‏زیست‌شناس انگلیسی، برنده جایزه نوبل فیزیولوژی و پزشکی در سال ۱۹۰۲
- ۱۹۰۷ - زادروز دافنه دوموریه رمان‌نویس و نمایشنامه‌نویس انگلیسی
- ۱۹۵۰ - زادروز استیوی واندر آهنگساز و خواننده آمریکایی و یکی از خلاق‌ترین چهره‌های موسیقی عامه‌پسند
- ۱۹۸۶ - زادروز رابرت پتینسون بازیگر، مدل، نوازنده و تهیه کننده انگلیسی

درگذشت‌ها
- ۱۸۳۲ - درگذشت ژرژ کوویه زیست‌شناس فرانسوی و بنیانگذار دیرینشناسی
- ۱۸۷۸ - درگذشت ژوزف هانری دانشمند و فیزیکدان سرشناس آمریکایی
- ۱۹۳۰ - درگذشت فریتیوف نانسن سیاح، دیپلمات سیاسی و دانشمند نروژی و برنده جایزه صلح نوبل سال ۱۹۲۲
- ۱۹۳۸ - درگذشت شارل ادوارد گیوم فیزیک‌دان سویسی، برنده جایزه فیزیک نوبل سال ۱۹۲۰
- ۱۹۶۱ - درگذشت گری کوپر بازیگر سرشناس آمریکایی صاحب دو جایزه اسکار در بخش رقابتی و یک جایزه اسکار افتخاری

- دانش طبیعی و صوری

  - اخترشناسی
  - زیست‌شناسی
  - شیمی
  - زمین‌شناسی
  - فیزیک
  - آمار
  - احتمالات
  - ریاضیات
  - سامانه‌ها
  - علوم رایانه
  - منطق
- دانش اجتماعی و انسانی

  - آموزش
  - ادبیات
  - اقتصاد
  - انسان‌شناسی
  - باستان‌شناسی
  - تاریخ
  - جامعه‌شناسی
  - جغرافیا
  - روان‌شناسی
  - زبان‌شناسی
  - ارتباطات
  - علوم سیاسی
  - فلسفه
- دانش کاربردی

  - پزشکی
  - حقوق
  - رایانه
  - بهداشت
  - فناوری اطلاعات
  - فناوری
  - کسب و کار
  - کشاورزی
  - مدیریت
  - مهندسی
- فرهنگ و هنر

  - بزرگان و مشاهیر
  - رسانه‌
  - سرگرمی‌‌
  - هنرهای نمایشی
  - هنرهای تجسمی
  - سینما
  - موسیقی
  - معماری
  - نقاشی
  - ورزش

ویکی‌پدیا توسط ویرایشگران داوطلب نوشته شده و از سوی سازمان ناسودبر بنیاد ویکی‌مدیا میزبانی می‌شود که خود میزبان چندین پروژهٔ داوطلبانهٔ دیگر نیز هست:
- ویکی‌انبار
انبار رسانه‌های آزاد
- مدیاویکی
توسعهٔ نرم‌افزار ویکی
- فراویکی
هماهنگی پروژهٔ ویکی‌مدیا
- ویکی‌کتاب
کتاب‌های درسی و راهنماهای آزاد
- ویکی‌داده
پایگاه دادهٔ آزاد
- ویکی‌خبر
اخبار با محتوای آزاد
- ویکی‌گفتاورد
مجموعه‌ای از نقل قول‌ها
- ویکی‌نبشته
کتابخانه‌ای با محتوای آزاد
- ویکی‌گونه
فهرست گونه‌ها
- ویکی‌دانشگاه
ابزارهای آموزشی آزاد
- ویکی‌سفر
راهنمای آزاد سفر
- ویکی‌واژه
فرهنگ واژگان

ویکی‌پدیای فارسی در سال ۱۳۸۲ بنیان‌گذاری شده و هم‌اکنون ۱٬۰۳۸٬۶۵۵ نوشتار دارد. ویکی‌پدیا به زبان‌های بسیاری وجود دارد؛ برخی از بزرگ‌ترین آن‌ها در زیر فهرست شده‌اند.
- ۱٬۰۰۰٬۰۰۰+ نوشتار

  - العربية
  - Deutsch
  - English
  - Español
  - فارسی‎
  - Français
  - Italiano
  - Nederlands
  - 日本語
  - Polski
  - Português
  - Русский
  - Svenska
  - Українська
  - Tiếng Việt
  - 中文
- ۲۵۰٬۰۰۰+ نوشتار

  - Bahasa Indonesia
  - Bahasa Melayu
  - 閩南語
  - Български
  - Català
  - Čeština
  - Dansk
  - Esperanto
  - Euskara
  - עברית
  - Հայերեն
  - 한국어
  - Magyar
  - Norsk bokmål
  - Română
  - Simple English
  - Slovenčina
  - Srpski
  - Srpskohrvatski
  - Suomi
  - Türkçe
  - Oʻzbekcha
- ۵۰٬۰۰۰+ نوشتار

  - Asturianu
  - Azərbaycanca
  - تۆرکجه
  - বাংলা
  - Bosanski
  - کوردی
  - Eesti
  - Ελληνικά
  - Frysk
  - Gaeilge
  - Galego
  - Hrvatski
  - ქართული
  - Kurdî
  - Latviešu
  - Lietuvių
  - മലയാളം
  - Македонски
  - မြန်မာဘာသာ
  - مازِرونی
  - Norsk nynorsk
  - ਪੰਜਾਬੀ
  - Shqip
  - Slovenščina
  - ไทย
  - తెలుగు
  - اردو